# ヴィテロッツォ・ヴィテッリ

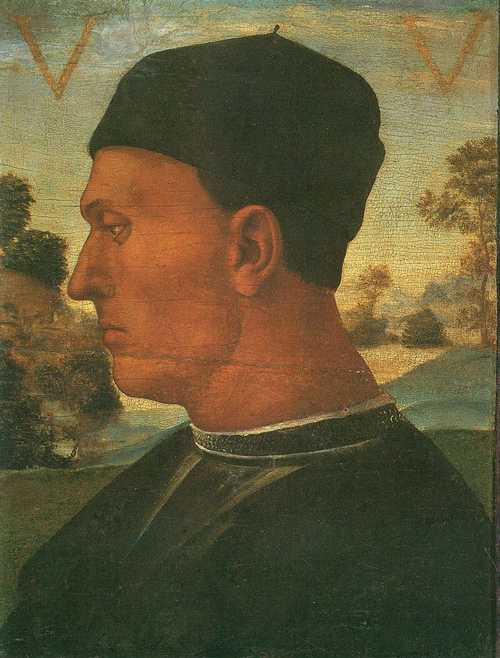
ヴィテロッツォ・ヴィテッリ（ルカ・シニョレッリ画）

ヴィテロッツォ・ヴィテッリ（イタリア語：Vitellozzo Vitelli、1458年頃 - 1502年12月31日）は、15世紀のイタリアで活躍したコンドッティエーレ（傭兵隊長）であり、チッタ・ディ・カステッロ、モントーネ、モンテルキ等のシニョーレ（僭主）。チェーザレ・ボルジアを一時期、窮地に追い込んだ「マジョーネの乱」の首謀者でもある。

## 生涯
ヴィテロッツォは父・ニッコロ（チッタ・ディ・カステッロのシニョーレ）や兄・パオロらと共にドイツ軍の攻撃に相対して、刀と矛で武装した新しいタイプの歩兵部隊を指揮した。また、フィレンツェ共和国と共にピサに対して、1496年にはローマ教皇アレクサンデル6世に対して当初はフランスと、後にオルシーニ家と共に戦った。
その後、アレクサンデル6世と和解し、1499年11月にチェーザレ・ボルジアが初めて軍事指揮を取ったイーモラ等への攻撃時よりチェーザレ軍のコンドッティエーレとして参戦。特に兄・パオロがフィレンツェにより謀殺されたことからフィレンツェに対する憎しみは強く、チェーザレが1501年5月にフィレンツェ近郊まで軍を進めた際には、アレッツォを占領し近隣地区を略奪したが、フィレンツェからの抗議によりチェーザレによって占領を解くように指示を受けて、ヴィテロッツォ軍は撤兵することとなった。
1502年9月、ジャンパオロ・バリオーニやオリヴェロット・ダ・フェルモらと共にチェーザレ打倒の会合をマジョーネで行い、同年10月に反チェーザレ連合（マジョーネ連合）はチェーザレに対する叛旗を翻した。当初は優位な戦況であったが、周辺諸国からの支持を得られなかったことやチェーザレ側からの切り崩し工作によって、戦況はチェーザレ優位へと変化していった。
1502年12月、ヴィテロッツォらは既に占拠していたシニガッリアをチェーザレへ返還するという名目でチェーザレとの会談を持ちかけた。12月31日、ヴィテロッツォら4名のコンドッティエーレ及びチェーザレは夫々軍を率いてシニガッリアへ集合したが、ヴィテロッツォらは自軍と離れたところをチェーザレ軍によって捕縛された。同日中にヴィテロッツォはオリヴェロットと共に反逆罪により絞首刑となったが、最期に「教皇に自らの罪業の大赦を願いたい」と語ったと伝わっている。